# Piotr Samson
Piotr Samson (ur. 17 czerwca 1970 w Warszawie) – polski menedżer i urzędnik państwowy, w latach 2016–2024 prezes Urzędu Lotnictwa Cywilnego.

## Życiorys
Absolwent organizacji i zarządzania przemysłem na Politechnice Warszawskiej. Ukończył również studia MBA na Cranfield University. W 1993 został specjalistą do spraw analiz w Polskich Liniach Lotniczych LOT. Pracował również w przedsiębiorstwach Unilever, Shell i Telekomunikacja Polska. Zajmował dyrektorskie stanowiska w liniach lotniczych Enter Air (2010–2011) i Bingo Airways (2012–2014).
W lipcu 2016 premier Beata Szydło powierzyła mu pełnienie obowiązków prezesa Urzędu Lotnictwa Cywilnego, a w grudniu tego samego roku powołała go na stanowisko prezesa ULC. W 2019 został przewodniczącym rady zarządzającej Agencji Unii Europejskiej ds. Bezpieczeństwa Lotniczego, a w 2020 członkiem komitetu koordynacyjnego Europejskiej Konferencji Lotnictwa Cywilnego. Powołany też na wiceprzewodniczącego tymczasowej rady Europejskiej Organizacji ds. Bezpieczeństwa Żeglugi Powietrznej. W kwietniu 2024 odwołany ze stanowiska prezesa Urzędu Lotnictwa Cywilnego.